# Charlotte Hym
Charlotte Hym (née le 30 octobre 1992) est une skateuse et neuroscientifique française, basée à Paris.

## Biographie

### Enfance et éducation
Charlotte Hym est née à Paris et a grandi près du boulevard Richard-Lenoir. Elle demande un skateboard à l'âge de douze ans après avoir vu tant de gens en faire dans son quartier.
Hym obtient une licence en sciences du sport à l'université Paris-Descartes en 2013, et réalise une maîtrise en neurosciences de la même université en 2015. Elle continue dans les neurosciences en tant que doctorante, travaillant sur les neurosciences cognitives au sein du laboratoire de Marianne Barbu-Roth à l'hôpital Cochin,. Elle a étudié l'impact de l'odeur et des voix maternelles sur les nouveau-nés. En 2019, elle a obtenu un doctorat en neurosciences cognitives et psychologie de l'université Paris-Descartes.

### Carrière de skateuse
Hym a remporté les championnats de France de street féminin de 2017 à 2021, elle a participé à la coupe du monde de skateboard où elle s'est classée 19e. En 2016, elle est sollicitée par la Commission Skateboard France pour rejoindre l'équipe de France de skateboard. Elle s'est entraînée au Cosanostra Skatepark.
Elle fait partie de l'équipe de France de skateboard des Jeux olympiques d'été de 2020 à Tokyo où elle a fini 17e, c'est la seule française à s'être qualifiée pour l'épreuve de street. En 2022, elle remporte la première place de l'épreuve de street skate pro au FISE à Montpellier. Elle espère se qualifier pour les Jeux de 2024 qui auront lieu à Paris, sa ville natale , en vain.